# Β-lactamantibiotika
β-lactamantibiotika er en gruppe antibiotika, der er karakteriseret ved at have en β-lactamring som deres aktive struktur. Gruppen omfatter penicilliner, cefalosporiner, carbapenemer og monobactamer.

## Virkemåde
Den aktive β-lactamring binder sig til penicillinbindende proteiner (såkaldte PBP), som er nødvendige for bakteriens syntese af peptidoglycan, der indgår i bakteriens cellevæg. Den manglende syntese af peptidoglycan vil medføre en svækkelse af bakteriens cellevæg og en øget indstrømning af vand pga. det høje osmotiske tryk inde i bakterien. Dette vil til sidst medføre, at bakterien svulmer så meget op, at den sprænges og dør.

## β-lactamantibiotika i klinisk brug
Følgende β-lactamantiobiotika er på tidspunktet markedsført i Danmark (handelsnavne er anført i parentes):

### Penicilliner
- Benzylpenicillin
- Phenoxymethylpenicillin (Pancillin®, Primcillin®, Rocillin®, Vepicombin®)
- Dicloxacillin (Dicillin®, Diclocil®)
- Flucloxacillin (Heracillin®)
- Ampicillin (Pentrexyl®)
- Amoxicillin (Bioclavid®, Flemoxin®, Imacillin®, Imadrax®, Spectramox®)
- Pivmecillinam (Penomax®, Selexid®)
- Mecillinam (Selexid®)
- Pivampicillin (Pondocillin®)
- Piperacillin (Tazocin®)

### Cefalosporiner
- Cefotaxim
- Ceftriaxon (Cefotrix®, Rocephalin®)
- Ceftazidim (Fortum®)
- Cefuroxim (Zinacef®, Zinnat®)
- Cefalexin (Keflex®)

### Carbapenemer
- Doripenem (Doribax®)
- Ertapenem (Invanz®)
- Meropenem (Meronem®)

### Monobactamer
- Aztreonam (Azactam®)

## Biosyntese
β-lactamantibiotika bliver produceret naturligt i visse svampe i slægterne Penicillium, Aspergillus, Acremonium, Emericellopsis og Paecilomyces , og i visse bakterier, f.eks. Streptomyces clavuligerus og Amycolatopsis lactamdurans.
Biosyntesen starter ved dannelse af isopenicillin N, som er precursor for både penicilliner og cefalosporiner. Første trin i syntesen er dannelse af tripeptidet δ-(L-α-Aminoadipyl)-L-Cysteinyl-D-Valin (også kaldet ACV) fra de tre aminosyrer (L-α-aminoadipinsyre, L-cystein og L-valin). Den ATP-afhængige syntese af tripeptidet katalyseres af enzymet ACV-synthetase.
Derefter katalyserer enzymet isopenicillin N synthetase oxidationen af tripeptidet til det bicykliske isopenicillin N. Dermed dannes β-lactam ringen. Processen anvender et iltmolekyle hvorved der fraspaltes to vandmolekyler.
Ud fra isopenicillin N kan der dannes penicilliner og cefalosporiner. Penicilliner dannes ved fraspaltning af α-aminoadipinsyre som erstattes af en carboxylsyre. Erstattes den f.eks. med phenyleddikesyre får man benzylpenicillin og erstattes den med phenoxyeddikesyre får man phenoxymethylpenicillin.
Den videre biosyntese af cefalosporiner er mindre klarlagt, men de dannes ud fra benzylpenicillin ved bl.a. ringudvidelse og hydroxylering.

## Resistens
Bakterier kan blive resistente mod β-lactamantibiotika via tre mekanismer:
1. Forebyggelse af interaktionen mellem antibiotika og mål-PBP
2. Modifikation af bindingen af antibiotika til PBP
3. Hydrolyse af antibiotika vha. et bakterielt enzym, β-lactamase.

## Eksterne links
Du kan søge yderligere information om de specifikke indholdsstoffer og antibiotikapræparater på medicinhåndbogen.dk